# Adaptacja (architektura)

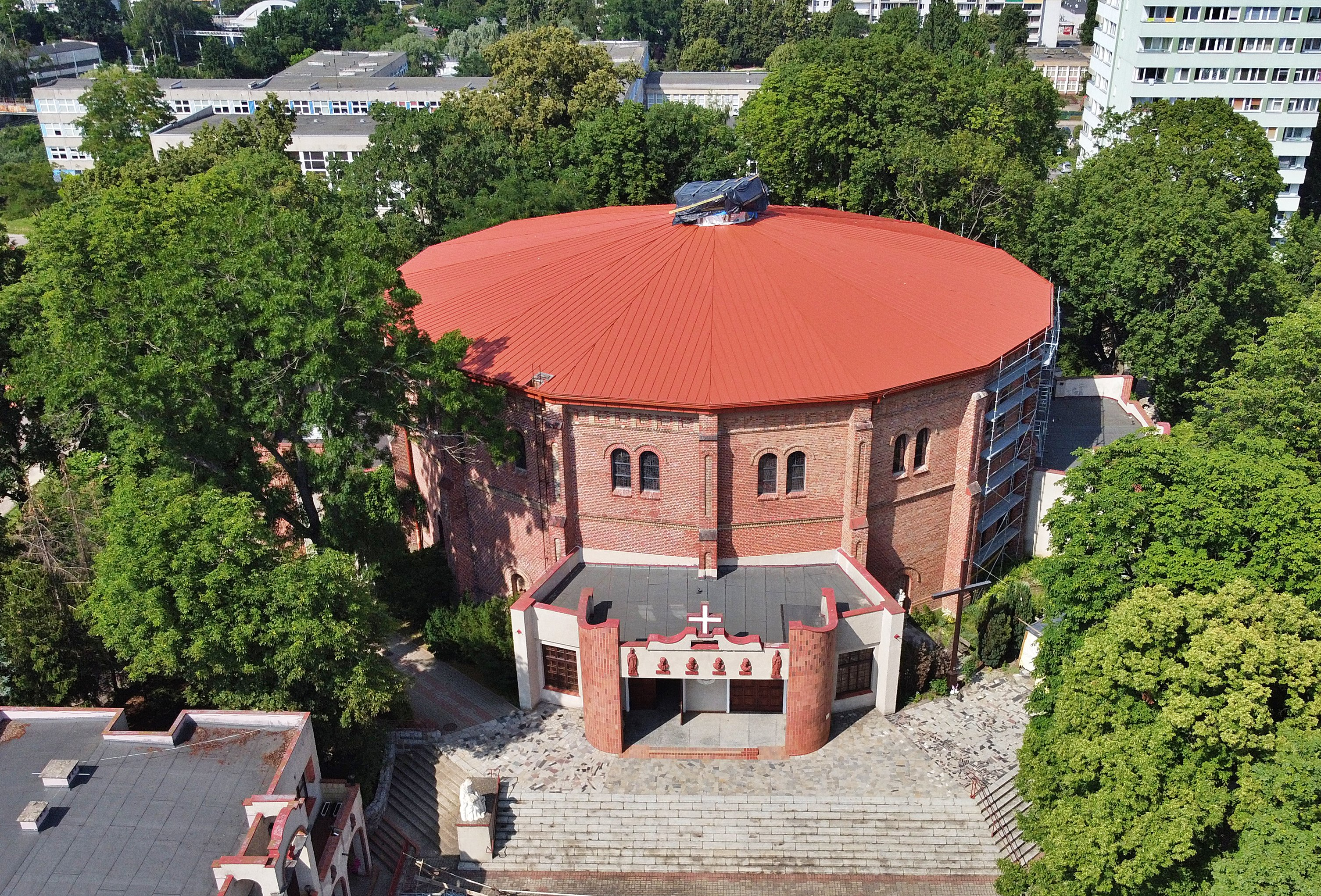
Dawna wieża ciśnień w Szczecinie zaadaptowana na kościół

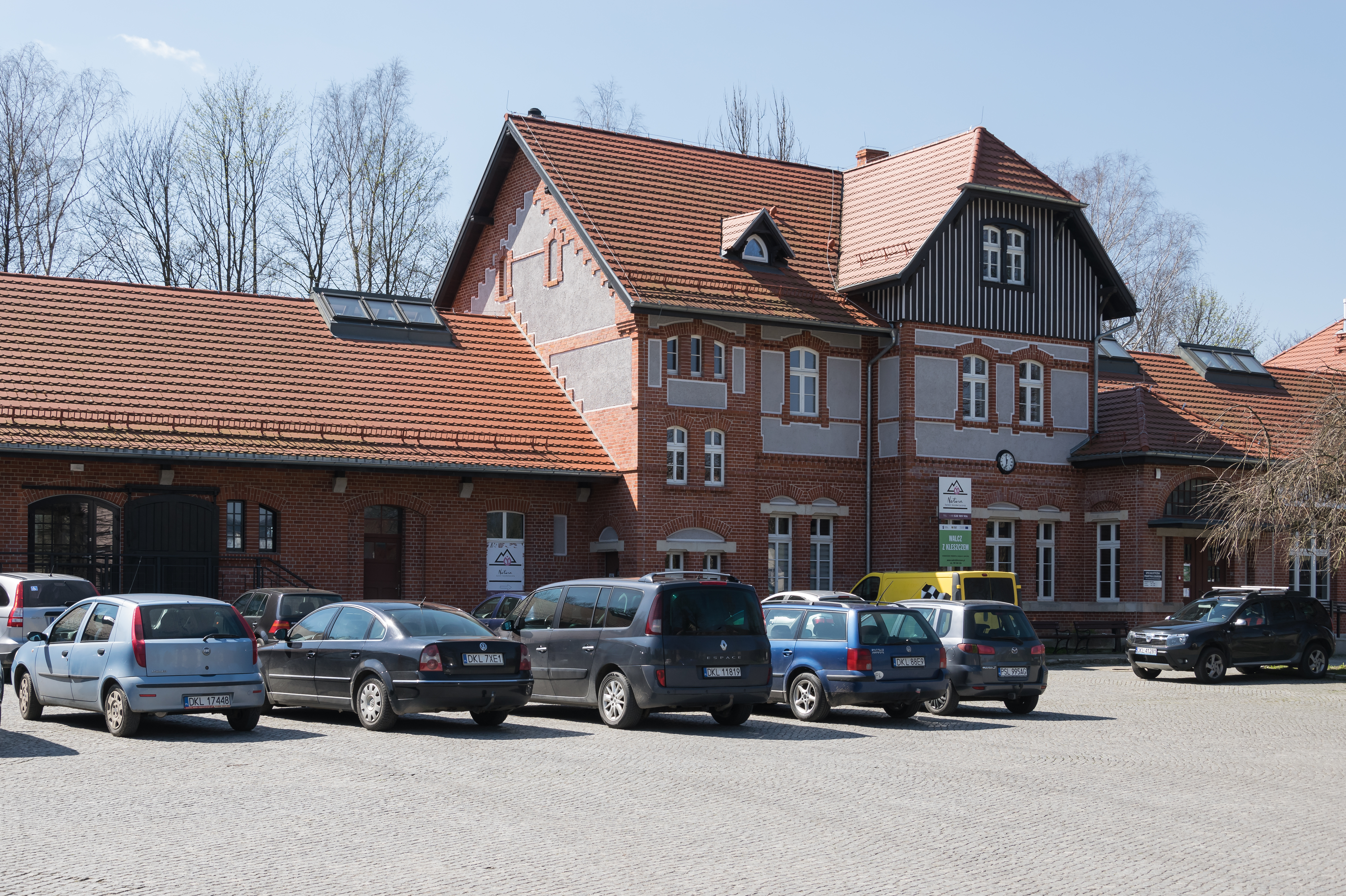
Dawna stacja kolejowa zaadaptowana na inkubator przedsiębiorczości

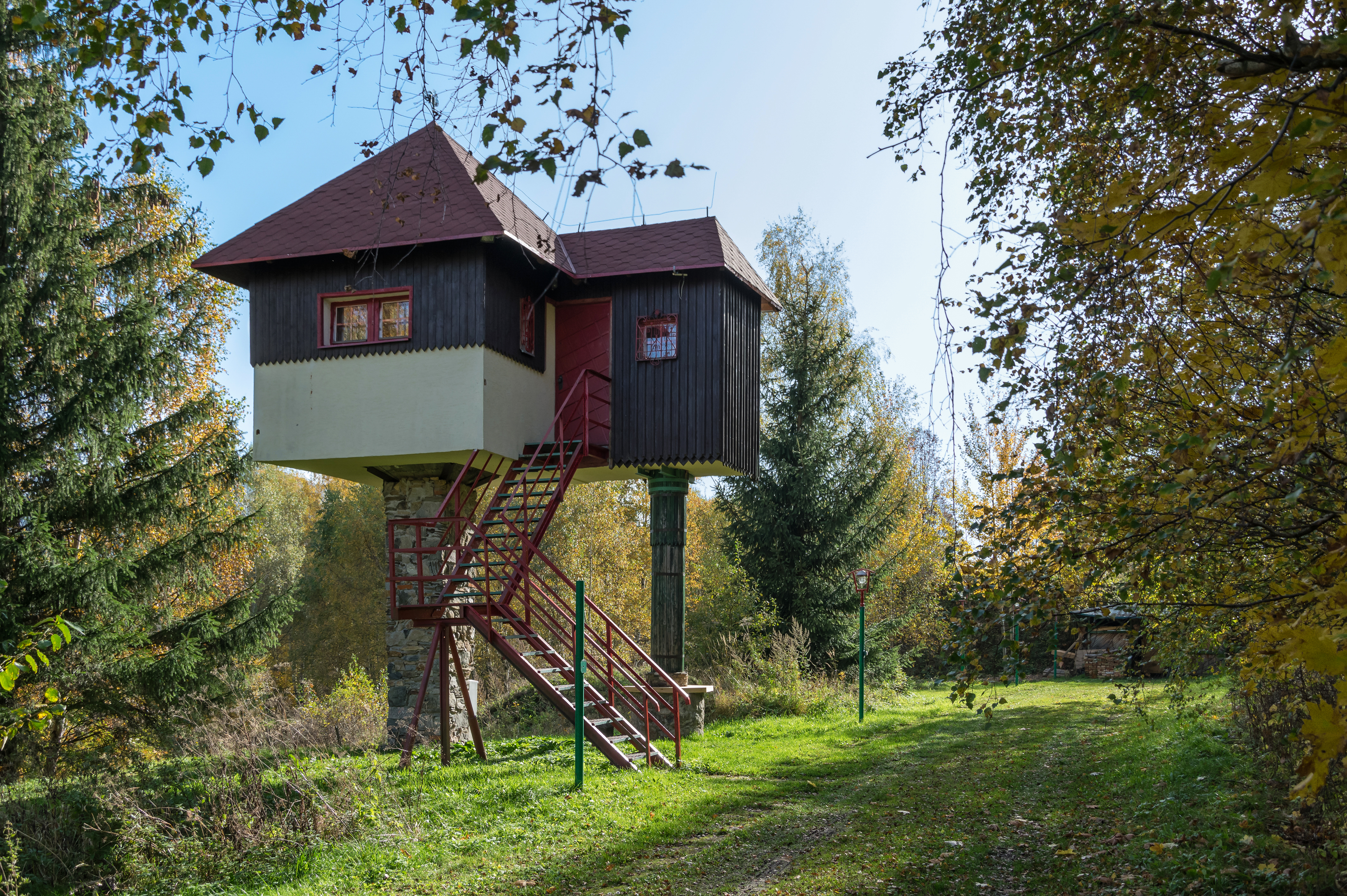
Dawny posterunek obserwacyjny w Starej Morawie zaadaptowany na pokoje dla turystów

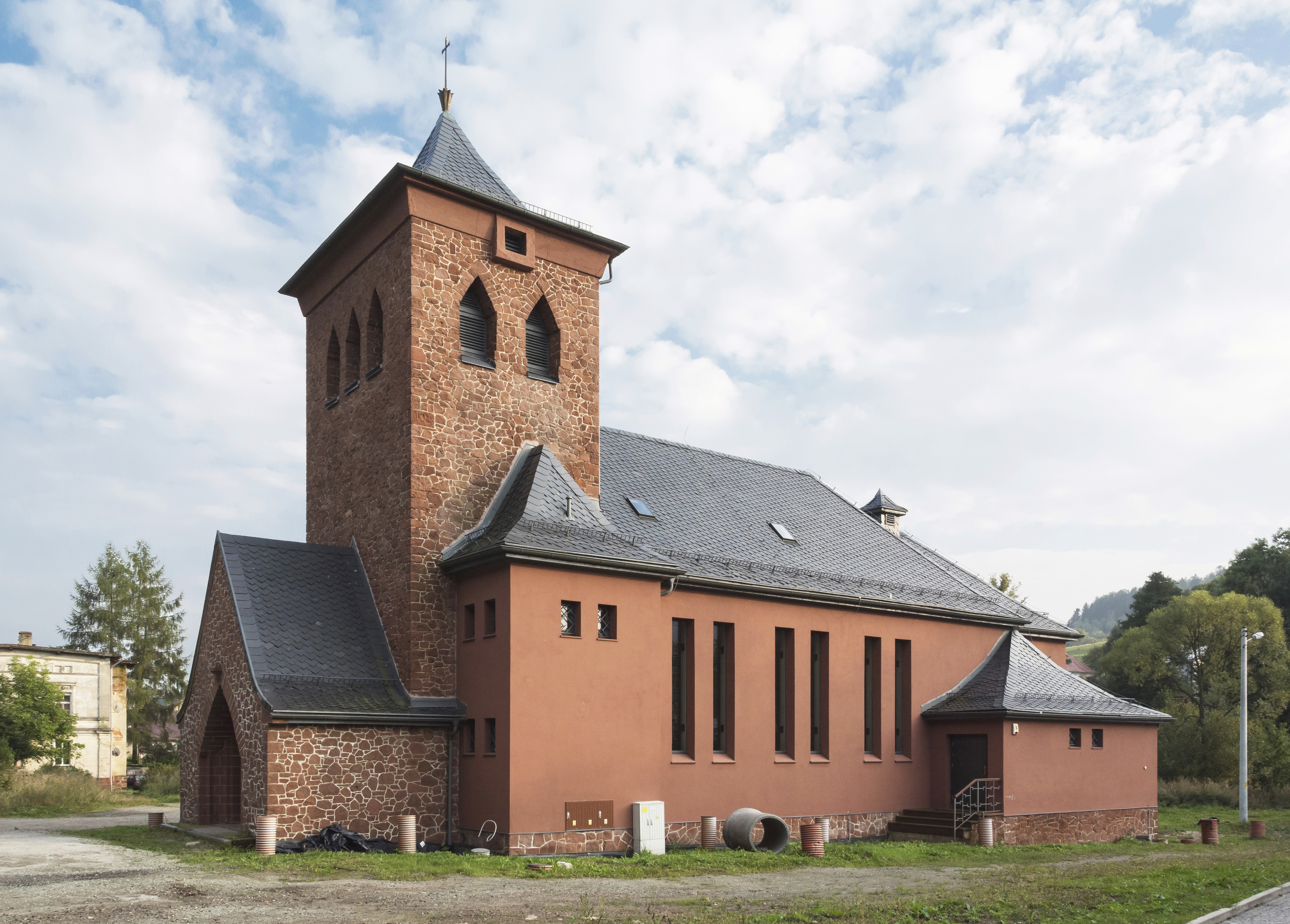
Dawny kościół ewangelicki zaadaptowanego na Muzeum Ziemi Sowiogórskiej w Ludwikowicach Kłodzkich

Adaptacja (łac. adaptatio – przystosowanie) – przebudowa pomieszczeń lub budowli w celu spełniania innych niż dotąd funkcji użytkowych. Adaptacja może polegać także na przystosowaniu istniejącego obiektu do nowych wymagań, bez zmiany jego funkcji (np. stary budynek mieszkalny zostaje wyposażony w nowoczesne instalacje ogrzewania w miejsce dawniejszych pieców; wzmocnienie konstrukcji zabytkowego mostu w celu umożliwienia współczesnego ruchu komunikacyjnego itp.). Adaptacja zachowuje wszystkie walory stylowe istniejącej budowli. Adaptacja budynku lub obiektu budowlanego polega na zachowaniu częściowej struktury lub kubatury tego obiektu, w celu przystosowania do innego użytku niż obecnie. W zakresie działań adaptacyjnych możliwa jest jego przebudowa, rozbudowa i nadbudowa.